# هانسي هينترسير
هانسي هينترسير (بالألمانية: Hansi Hinterseer)‏ (و. 1954  م) هو متزلج جبال، ومغني، وممثل أفلام نمساوي، ولد في كتسبويل، شارك في الألعاب الأولمبية الشتوية 1976.

## جوائز
حصل على جوائز منها:
- النجمة العظمى لوسام الشرف للخدمات المقدمة لجمهورية النمسا
- رومي  [لغات أخرى]‏.

## وصلات خارجية
- هانسي هينترسير على موقع IMDb (الإنجليزية)
- هانسي هينترسير على موقع مونزينجر (الألمانية)
- هانسي هينترسير على موقع ميوزك برينز (الإنجليزية)
- هانسي هينترسير على موقع أول ميوزيك (الإنجليزية)
- هانسي هينترسير على موقع ديسكوغز (الإنجليزية)
- هانسي هينترسير على موقع قاعدة بيانات الفيلم (الإنجليزية)
- هانسي هينترسير على موقع الاتحاد الدولي للتزلج (التزلج على المنحدرات الثلجية) (الإنجليزية)
- هانسي هينترسير على موقع أوليمبيديا (الإنجليزية)

- هانسي هينترسير في قاعدة بيانات الأفلام على الإنترنت
- هانسي هينترسير  على موقع SportsReference  - سبورتس رفرنس